# SRGB

Diagram chromatyczności. Trójkąt przedstawia zakres kolorów możliwy do przedstawienia w sRGB.

sRGB (ang. standardised Red, Green, Blue) – przestrzeń odwzorowania kolorów w układzie RGB stanowiąca wspólny standard dla urządzeń – monitorów, skanerów, drukarek, aparatów cyfrowych. W tym standardzie informacja o każdym ze składowych kolorów jest przechowywana w 8-bitowej liczbie naturalnej. Standard został zaproponowany w 1996 roku przez przedsiębiorstwa Hewlett-Packard i Microsoft. Obecnie podlega nadzorowi komisji IEC jako IEC 61966-2-1. sRGB jest także standardem internetowym wprowadzonym przez konsorcjum W3C jako obowiązującym dla HTML i CSS.
W przestrzeni kolorów sRGB zawarte jest 256 wersji każdego z kolorów podstawowych, co daje ok. 16,78 mln odcieni (224 = 16 777 216). Przestrzenie kolorów mające większy zakres tonalny można przedstawić w sRGB przez transformację, która przybliża kolor spoza zakresu do mieszczącego się w zakresie. Nie jest to jednak możliwe w drugą stronę. Uproszczenie zakresu kolorów sRGB powoduje, że niektóre urządzenia nie mogą wykorzystać swych maksymalnych możliwości.

## Przestrzeń barw
| Chromatyczność | Czerwony | Zielony | Niebieski | Biały  |
| -------------- | -------- | ------- | --------- | ------ |
| x              | 0,6400   | 0,3000  | 0,1500    | 0,3127 |
| y              | 0,3300   | 0,6000  | 0,0600    | 0,3290 |
| Y              | 0,2126   | 0,7152  | 0,0722    | 1,0000 |

W sRGB zdefiniowana jest Chromatyczność barw podstawowych; czerwonej, zielonej i niebieskiej, w których w trzech składowych sRGB jedna z wartości jest różna od zera, a dwie pozostałe są równe zero.  Zakres chromatyczności, która może być reprezentowana w sRGB, jest trójkątem koloru zdefiniowanym przez chromatyczność kolorów podstawowych. Podobnie jak w przypadku każdej przestrzeni kolorów RGB, dla nieujemnych wartości R, G i B nie jest możliwe przedstawienie kolorów poza tym trójkątem, który znajduje się w zakresie kolorów widocznych dla człowieka z normalnym trójchromatycznym widzeniem. 